# Abderrahmane Youssoufi

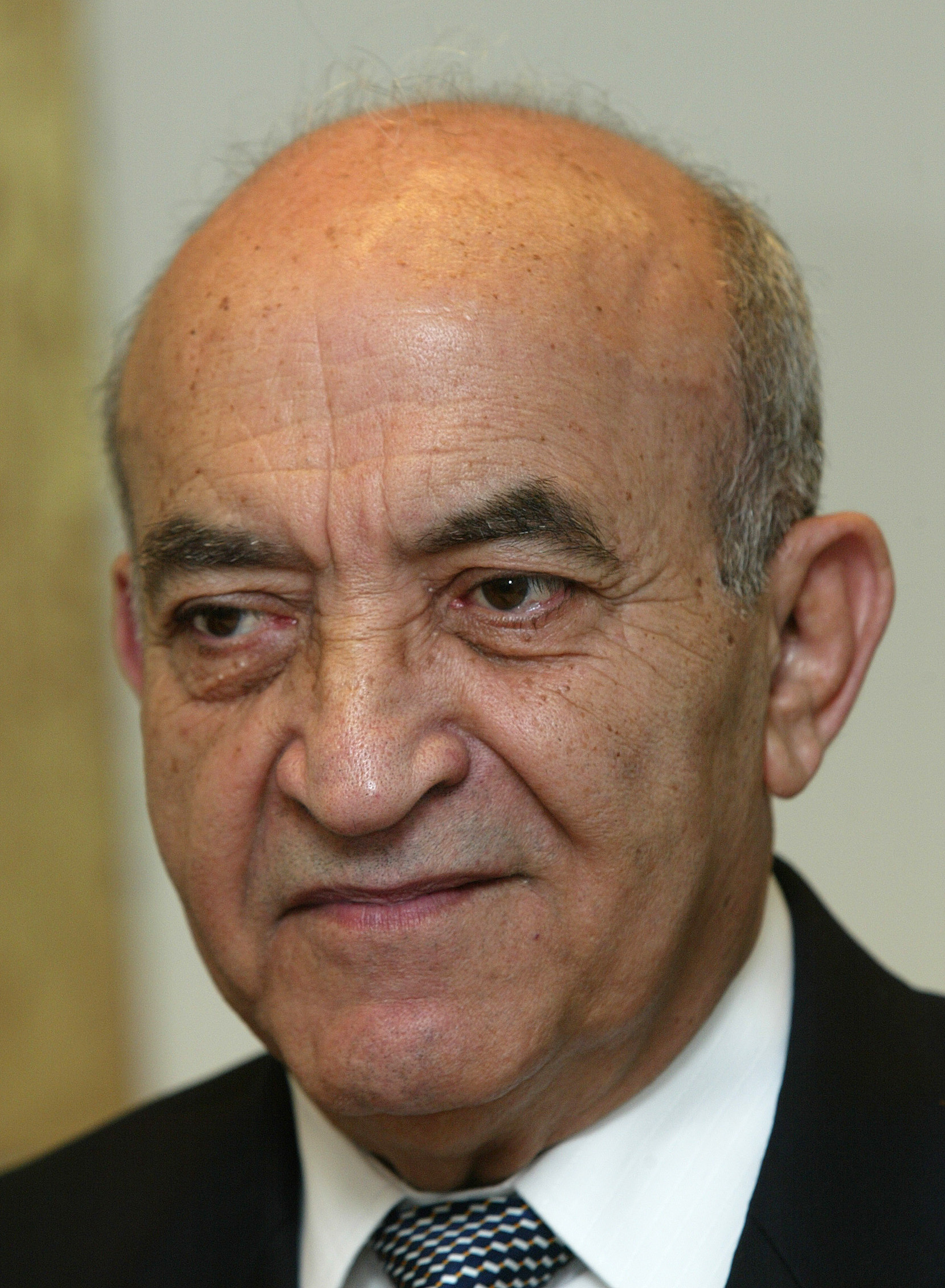
Abderrahmane Youssoufi (2002)

Abderrahmane Youssoufi (arabisch عبد الرحمن اليوسفي, DMG ʿAbdu r-Raḥmān al-Yūsufī; * 8. März 1924 in Tanger; † 29. Mai 2020 in Casablanca) war ein marokkanischer Politiker. Er war Premierminister von Marokko von 1998 bis 2002.

## Frühes Leben
Geboren in Tanger, wurde Abderrahmane Youssoufi schon in jungen Jahren Sozialist. 1949 begann Youssoufi auch damit, sich für die Rechte der marokkanischen Arbeitnehmer in Frankreich einzusetzen.
Nach Studium der Rechtswissenschaften war er in Tanger von 1952 bis 1960 als Rechtsanwalt tätig.

## Politische Laufbahn
Im Jahre 1959 trat Youssoufi der Union Nationale des Forces Populaires bei, einer linksgerichteten politischen Partei. Er wurde 1959 und erneut 1963 verhaftet, wobei letztere Festnahme zu einer Haftstrafe von zwei Jahren führte. Nach seiner Freilassung ging Youssoufi für 15 Jahre in das selbst auferlegte Exil in Paris.
Inzwischen entstand aus der Union Nationale des Forces Populaires die Union Socialiste des Forces Populaires (USFP). 1980 kehrte Youssoufi zurück, um sich der neuen Partei anzuschließen, deren Sekretär er 1992 wurde. 1993 lehnte Youssoufi, den das Regime jahrelang verfolgte, jede Regierungsbeteiligung aus Protest gegen die Wahlmanipulation ab und ging erneut ins französische Exil, aus dem er 1997 zurückkehrte.

### Premierminister
Mit der angekündigten schrittweisen Demokratisierung in Marokko wurden Parlamentswahlen für November 1997 beschlossen. Die linke Opposition unter Youssoufi gewann die Parlamentswahlen. Im März 1998 ernannte König Hassan II. daraufhin Youssoufi zum Premierminister von Marokko. Youssoufis Politik, welche Kompromisse mit dem herrschenden Königshaus machte bzw. zu diesen gezwungen wurde, stieß innerhalb der sozialistisch-sozialdemokratischen Partei USFP auf viel Widerspruch. Unter anderem wurde Youssoufi eine fehlende Sozialpolitik vorgeworfen sowie zu wenig zu tun gegen die Monopolisierung der Unternehmen und die weiterhin weitläufig vorhandene Korruption. 2001 kam es zur Spaltung in der regierenden Partei USFP, die Partei Nationaler Unionistischer Kongress (CNU) wurde von ehemaligen Parteimitgliedern gegründet.
Das Amt bekleidete Youssoufi bis Oktober 2002. 1999 bekam Youssoufi den Lissabonner Nord-Süd-Preis des Europarates. 2003 kündigte Youssoufi seinen Rückzug aus der Politik an.